# Waldemar Haffkine
Waldemar Mordechai Wolff Haffkine, CIE (ros. Мордехай-Вольф Хавкин; fr. Mardochée-Woldemar Khawkine, ur. 15 marca 1860 w Odessie, zm. 26 października 1930 w Lozannie) – rosyjski i francuski lekarz bakteriolog żydowskiego pochodzenia. Jego kariera naukowa została przekreślona przez Rosjan, ponieważ nie chciał zmienić wyznania – nie chciał należeć do Rosyjskiego Kościoła Prawosławnego. Z tego powodu Haffkine wyemigrował do Francji, gdzie podjął pracę w Instytucie Pasteura w Paryżu. Tam odnosił swoje pierwsze duże sukcesy badawcze w opracowywaniu szczepionek – wynalazł szczepionkę przeciw cholerze. Był do tego stopnia zaangażowany w pracę, że przeprowadzał testy na sobie.
Brytyjski chirurg lord Joseph Lister określał go jako „zbawcę ludzkości”.

## Wczesne lata
Urodzony jako Władimir (Markus-Boris) Aaronowicz Chawkin (ros. Владимир (Маркус-Вольф) Аaронович Хавкин). Pochodził z rodziny żydowskich nauczycieli mieszkających w Odessie i był czwartym z piątki dzieci Aarona oraz Rozalii z domu Landsberg. Uczył się w Odessie, Berdiańsku i Petersburgu.
Haffkine kontynuował naukę pod okiem mikrobiologa Ilji Miecznikowa. Jednak po przeprowadzonym w 1881 roku zamachu na życie cara Aleksandra II, sytuacja mniejszości żydowskiej w Imperium Rosyjskim uległa znacznemu pogorszeniu. Od tamtej pory rząd podjął zakrojone na szeroką skalę działania mające na celu stały nadzór społeczności żydowskiej, w tym obserwację osób uznanych przez władze za podejrzane np. inteligencji. Rosnąca w społeczeństwie rosyjskim niechęć do Żydów doprowadziła do licznych aktów przemocy. Haffkine jako członek prześladowanej społeczności dołączył do ugrupowania, którego celem było przeciwstawianie się antyżydowskiej przemocy w Imperium Rosyjskim. Podczas jednego z pogromów stanął w obronie domu zamieszkiwanego przez żydowską rodzinę. W wyniku tego, co zaszło został zatrzymany. Waldemara zwolniono z aresztu dopiero po interwencji Miecznikowa.
Społeczna nagonka zmusiła nauczyciela Haffkine'a, Miecznikowa, do rezygnacji ze stanowiska obejmowanego na Imperatorskim Uniwersytecie Noworosyjskim. Ostatecznie za namową Ludwika Pasteura Miecznikow udał się do Paryża, gdzie podjął pracę naukową w Instytucie Pasteura.
W 1888 Haffkine wyjechał do Szwajcarii. Tam został zatrudniony na Uniwersytecie Genewskim. Rok później przeniósł się do Paryża i dołączył do zespołu Pasteura.

## Pierwsze badania
Haffkine rozpoczął swoją karierę naukową na Imperatorskim Uniwersytecie Noworosyjskim w Odessie. Wówczas obszar jego zainteresowań obejmował zakres zagadnień z dziedziny protozoologii. Po przeprowadzeniu się do Paryża kontynuował swoje badania nad protistami z rodzaju Euglena i Paramecium. Prowadził również eksperymenty związane z pasożytniczą bakterią Holospora. Po roku 1890 naukowiec skupił całą swoją uwagę na bakteriologii.
Jeden z rodzajów euglenin (Khawkinea) został nazwany na cześć Haffkine′a.

## Szczepionka przeciw cholerze
W XIX wieku kraje Azji i Europy zmagały się z nawracającym problemem pandemii. Na przestrzeni tych stu lat doszło aż do pięciu epidemii cholery – choroby, którą cechuje wysoka śmiertelność. Badaniami nad odkryciem czynnika etiologicznego zajmowało się równocześnie wielu naukowców.
Przecinkowiec cholery (Vibrio cholerae), czyli bakteria wywołująca cholerę została odkryta w roku 1854 przez włoskiego lekarza Filippo Paciniego. Jednak jego praca naukowa pozostawała niezauważona. Dopiero publikacja wyników badań prowadzonych przez Roberta Kocha, prawie 30 lat później, jednoznacznie potwierdziła udział bakterii w rozwoju choroby.
Haffkine skupił się w swojej pracy nad szczepionką na obniżeniu w wirulencji bakterii. Gdy mu się to udało rozpoczął fazę testów, które prowadził na sobie. 18 lipca 1892 wprowadził do organizmu pierwszą dawkę leku. Krótki okres inkubacji przecinkowca cholery pozwolił na szybkie uzyskanie wyników eksperymentu. Dlatego już 30 lipca Haffkine doniósł o swoim odkryciu Towarzystwu Linneuszowskiemu w Londynie. Wynalazek nie spotkał się jednak z akceptacją środowisk naukowych Europy. Krytykowany był również przez starszych kolegów z paryskiego Instytutu.
Zdecydował się na wyjazd do Indii, gdzie trwała wówczas epidemia cholery. Ofiary choroby liczono w setkach tysięcy.
Na początku traktowano naukowca z nieufnością. W ciągu pierwszego roku pobytu w Indiach udało mu się przetrwać próbę zamachu zorganizowaną przez islamskich ekstremistów oraz zaszczepić 25 000 osób, które same wyraziły chęć przyjęcia opracowanej przez Haffkine'a szczepionki.
Podczas pobytu w Azji, Haffkine zapadł na malarię. Musiał w związku z tym powrócić do Francji.
W sierpniu 1895 do Królewskiego Stowarzyszenia Lekarskiego w Londynie (Royal College of Physicians) złożono raport dotyczący rezultatów szczepień przeprowadzonych w Indiach. Wyniki wskazywały na to, że wielu z zaszczepionych wolontariuszy przetrwało epidemię. Ogromny sukces swojego odkrycia Haffkine zadedykował Pasteurowi.
W marcu 1896 wbrew zaleceniom lekarzy, naukowiec raz jeszcze udał się w podróż do Indii. Tym razem, w trakcie siedmiu miesięcy pobytu w Azji, zaszczepił 30 000 osób.

## Szczepionka przeciw dżumie
"Inaczej niż w przypadku tężca, czy błonicy, które szybko przestały być problemem dzięki powstaniu efektywnych szczepionek, immunologiczne aspekty dżumy dymieniczej okazały się o wiele bardziej skomplikowane." Tym samym choroba stawiała przed naukowcami o wiele większe wyzwania i jednocześnie przysporzyła znacznie więcej problemów.
W październiku 1896 epidemia dżumy dymieniczej dotarła do Indii i uderzyła w zamieszkiwaną przez prawie milion ludzi metropolię – Bombaj. Wówczas rząd Indii zwrócił się z prośbą o pomoc do Waldemara. Naukowiec, chcąc jak najszybciej zabrać się do badań, zorganizował polowe laboratorium. Mieściło się ono na korytarzu Grant Medical College. Prace nad szczepionką prowadzono bardzo intensywnie i nieustannie. Ogromna presja niekorzystnie wpływała na zespół naukowy – jeden z asystentów przeszedł załamanie nerwowe, a dwóch innych zrezygnowało z pracy. Po trzech miesiącach eksperymentów laboratoryjnych szczepionka była gotowa do testów. Ostateczna postać zawierała niewielką ilość bakterii, które miały na celu wywołanie reakcji obronnej organizmu. Podobnie jak w przypadku szczepionki przeciw cholerze Haffkine najpierw zaaplikował ją sobie (10 stycznia 1897).
Po tym jak wyniki przedstawiono władzom, możliwe było zaszczepienie pierwszych ochotników. Wybrano ich spośród skazańców przebywających w lokalnym więzieniu. Rezultat przeprowadzonej próby potwierdził skuteczność szczepionki. Wszyscy znajdujący się w grupie kontrolnej zmarli w wyniku epidemii. Natomiast ci, którzy zostali zaszczepieni w większości przeżyli i chociaż mieli znacznie większe szanse, wynalazek nie był doskonały. "Podobnie jak wiele pierwszych szczepionek formuła Haffkine'a powodowała wiele efektów ubocznych i nie była gwarancją całkowitej ochrony".
Niewątpliwy sukces szczepionki w walce z toczącą się epidemią, nie był jednak w stanie całkowicie zapobiec panice. Dlatego część urzędników państwowych nadal zalecała stare metody dbania o higienę. Jednym ze wskazań było mycie domostw w użyciem tlenku wapnia oraz wody. Inne zabraniało przyjmowania do szpitali osób, u których podejrzewano chorobę. Nie wolno też było podróżować.
Nawet po latach oficjalne stanowisko władz Imperium Rosyjskiego nie popierało badań naukowych Waldemara. Mimo to w roku 1898 podczas kolejnej na terenie Cesarstwa Rosyjskiego epidemii cholery stosowano szczepionkę o nazwie „лимфа Хавкина” („limfa Chawkina”).
Do końca XIX wieku w samych Indiach liczba zaszczepionych osób przekroczyła cztery miliony. Haffkine dzięki swoim zasługom został mianowany dyrektorem laboratorium prowadzącego badania nad dżumą znanego dzisiaj jako Instytut Haffkine′a.
Haffkine był pierwszym badaczem, który przygotował szczepionkę obniżając zjadliwość bakterii poprzez ich podgrzanie do 60 °C.
Głównym ograniczeniem stworzonej przez niego formuły był brak skuteczności w walce z dżumą płucną.

## Mała afera Dreyfusa
W roku 1902 zaszczepiona została grupa dziewiętnastu Hindusów, którzy potem zmarli w wyniku zachorowania na tężec. To zdarzenie sprawiło, że Haffkine utracił obejmowane stanowisko i musiał wrócić do Anglii. Incydent zyskał nieoficjalne miano „małej afery Dreyfusa”, co było związane z jego żydowskim pochodzeniem.
Dochodzenie w sprawie zostało wznowione. Ustalono, że wszystkie dawki szczepionki pochodziły z tej samej buteleczki, której zawartość nie różniła się niczym od pozostałych. Przyczynę zgonu wszystkich Hindusów stanowiła niedokładnie wysterylizowana przez asystenta Haffkine′a nakrętka.
W lipcu 1907 brytyjskie dziennik „The Times” opublikował list otwarcie krytykujący postępowanie przeciwko Waldemarowi Haffkine'owi, pod którym podpisało się wielu znanych naukowców m.in.: Ronald Ross (laureat nagrody Nobla, prowadzący badania nad malarią), R.F.C. Leith (założyciel i fundator Instytutu Patologii Uniwersytetu Birmingham), William R. Smith (przewodniczący rady w Royal Institute of Public Health) oraz Simon Flexner (dyrektor laboratoriów Instytutu Badań Medycznych Rockefellera w Nowym Yorku). Poparcie ze strony grona naukowców doprowadziło do uniewinnienia Haffkine'a, jednak nigdy nie udało mu się odzyskać dawnej posady.
Materiały związane z wypadkiem zostały opublikowane wraz z prywatnymi dziennikami badacza dostępnymi na mikrofilmie i są dostępne w National Library of Medicine w Bethesda w stanie Maryland.

## Późniejsze lata
Pełnione przez naukowca obowiązki zostały powierzone innej osobie, dlatego Haffkine objął posadę w Kalkucie, gdzie pracował aż do przejścia na emeryturę w roku 1914.
Na starość powrócił do Francji i zamieszkał na stałe w Lozannie.
W 1925 laboratorium, w którym opracował szczepionkę przeciw dżumie nazwano na jego cześć Haffkine Institute.
W 1960 w Izraelu w setną rocznicę urodzin naukowca stworzono park, który nazwano jego imieniem.